# Château de Breteuil
Pour les articles homonymes, voir Breteuil.
Le château de Breteuil est un château situé à Choisel (dans les Yvelines), dans la vallée de Chevreuse, à 35 km au sud de Paris.
L'intérieur du château et parc font l'objet d'une inscription au titre des monuments historiques par arrêté du 29 octobre 1961 et une grande partie du domaine du château de Breteuil, dont les façades et toitures du château ou l'ensemble du parc avec sa statuaire et ses éléments architecturés, fait l'objet d'un classement par arrêté du 16 février 2024 qui s'est substitué aux arrêtés de classement de 1973 et d'inscription de 2022. Son parc et ses jardins à la française et à l'anglaise sont labellisés « jardin remarquable ». Ouvert au public, il présente des saynètes liées à la vie et l'histoire du château, mis en scène par des statues de cire réalisées par le musée Grévin et des automates réalisés par Janie et Armand Langlois.

## Description architecturale
Le château de Breteuil présente une architecture du XVIIe siècle, comportant une cour carrée, entièrement enserrée de murs ou de constructions et bordée de fossés. Sur l'avant, deux pavillons d'angle et un corps de passage central ; en fond de cour, sur toute la largeur, un grand bâtiment dont le corps central a été conservé. Les bâtiments sont à structure en brique et remplissage sous enduit.
Il est entouré de jardins à la française et d'un jardin à l'anglaise, où se trouve une orangerie et un colombier. Le parc s'étend sur 75 hectares.

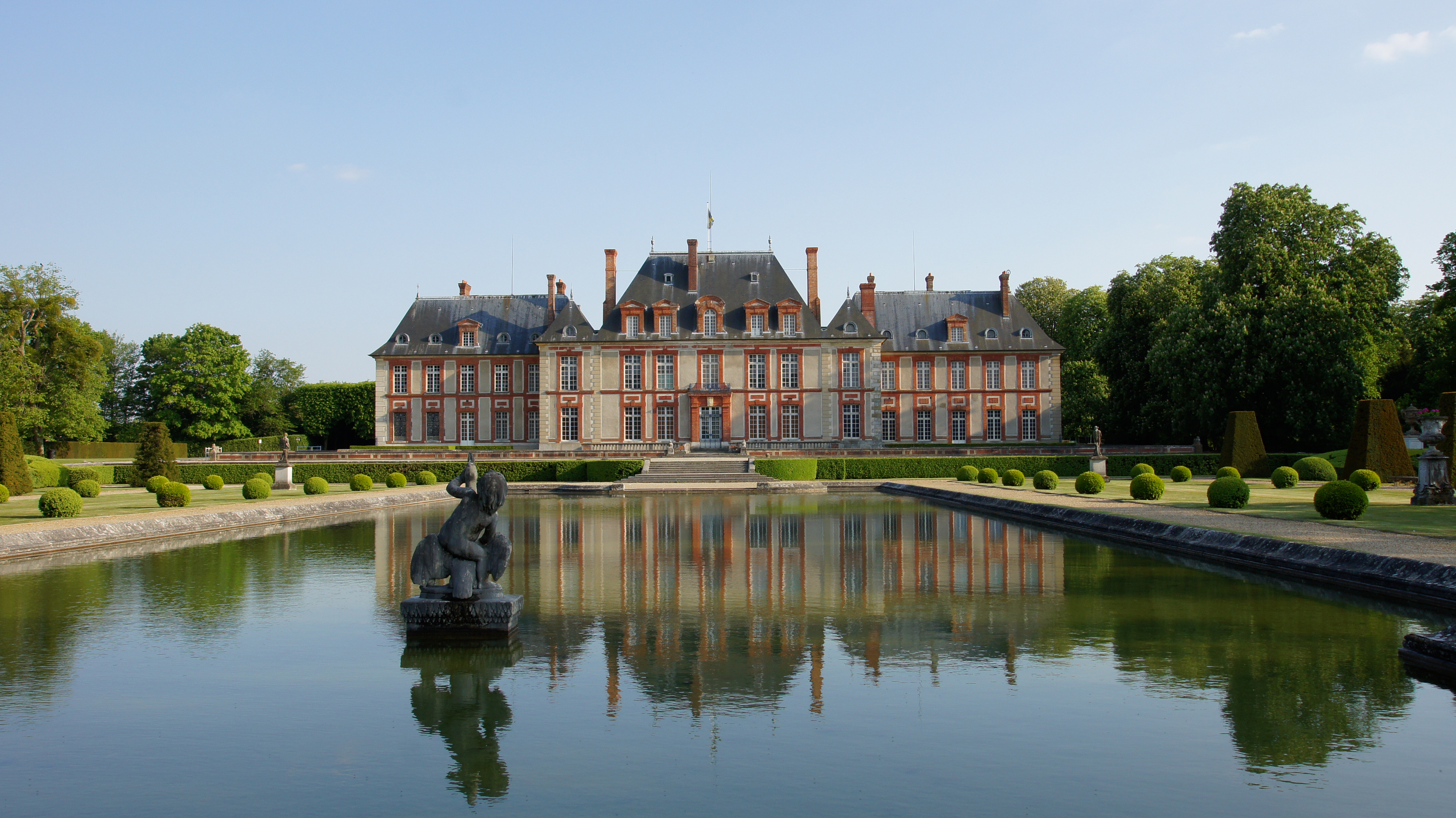
Le château de Breteuil façade nord.
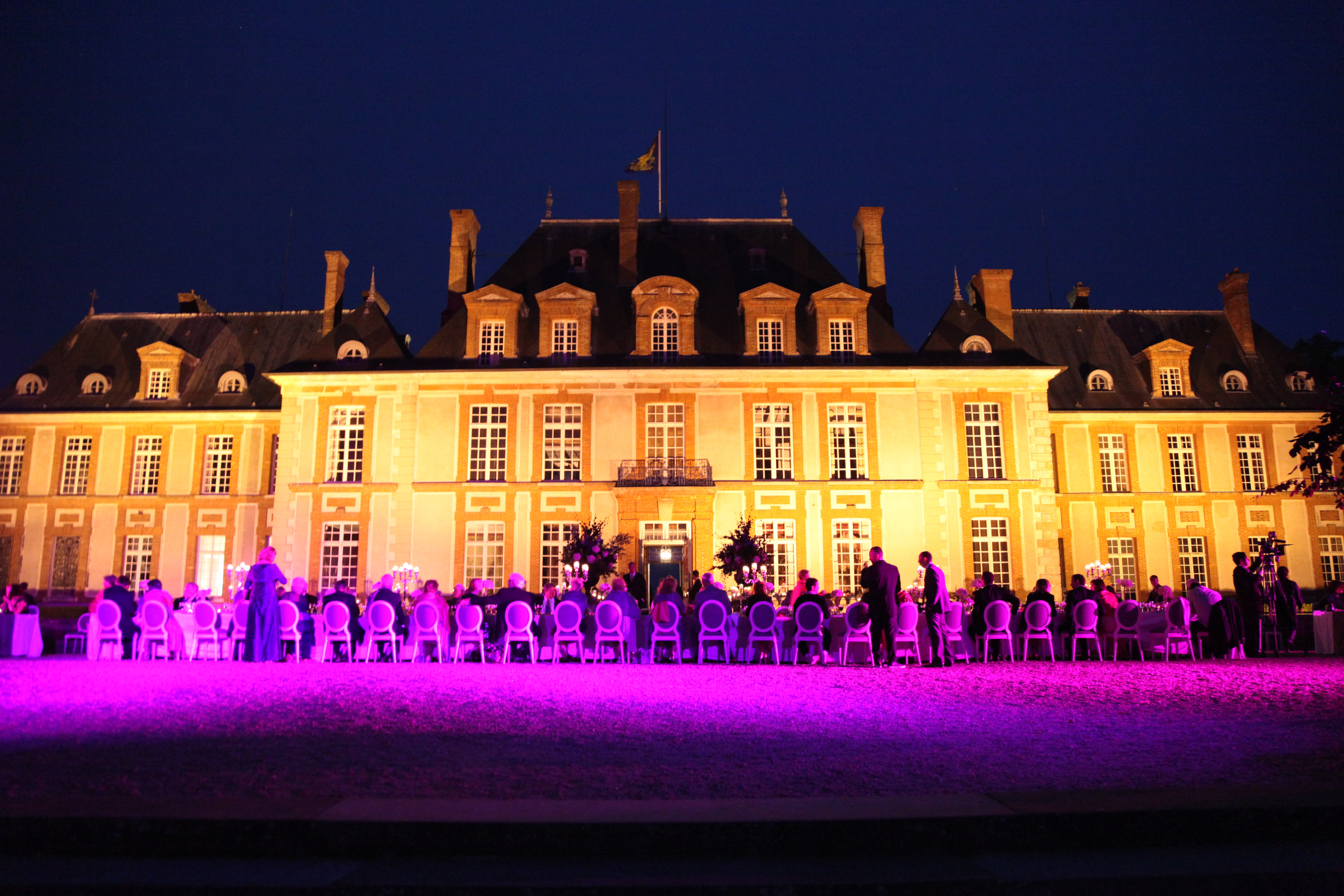
Le château de nuit.

## Histoire

### Des origines auXVIesiècle
Le château situé à l'emplacement du château de Breteuil s'appelait à l'origine Bévilliers ou Buvilliers, parce qu'en ce lieu s'élevaient, à l'époque gallo-romaine, deux villas (bis villae). La seigneurie est mentionnée pour la première fois en 1142 et la première référence à un manoir remonte à 1560.
Le château appartient alors à la famille Le Jay. On[Qui ?] estime généralement que c'est dans les années 1580 que Nicolas Le Jay (mort en 1585) fait exécuter d'importants travaux qui donnent au logis son plan actuel. Selon d'autres historiens[Lesquels ?], ceux-ci seraient dus à Thibault Desportes, Grand Audiencier de la Chancellerie de France, qui achète le domaine par adjudication en 1596.

### AuxXVIIeetXVIIIesiècles
Le domaine passe d’oncles en neveux tout au long du XVIIe siècle. Ses propriétaires portent successivement le nom de Desportes, Chanteclerc, Renouard et enfin Breteuil[réf. nécessaire].
En effet, en 1712, Charles Le Tonnelier de Breteuil est l’héritier du dernier des Renouard et désormais le domaine sera transmis de père en fils jusqu’à l’époque actuelle. Claude-Charles, époux de Laura O’Brien de Clare, meurt en 1735[réf. souhaitée]. Son fils Claude Stanislas Le Tonnelier de Breteuil (1730-1784) fait de très importants travaux tant à l’intérieur qu’à l’extérieur. Apparaissent alors un « bosquet de la garenne » et un « bosquet chimérique », des « chambres de verdure », un « potager-verger en quatre terrasses », un « pavillon chinois », un « ha-ha », etc..
Deux autres ancêtres se distinguent au XVIIIe siècle, Gabrielle-Émilie de Breteuil (1706-1749), femme de sciences et Louis Auguste Le Tonnelier de Breteuil, ambassadeur puis ministre du roi Louis XVI. C'est lui qui est chargé d'arrêter le cardinal de Rohan, le 15 août 1785, à Versailles, lors du scandale de l'affaire du collier. Le baron de Breteuil est l'un des proches soutiens de Marie-Antoinette et de Louis XVI.
Le domaine est mis sous séquestre sous la Révolution française, 

### AuXIXesiècle

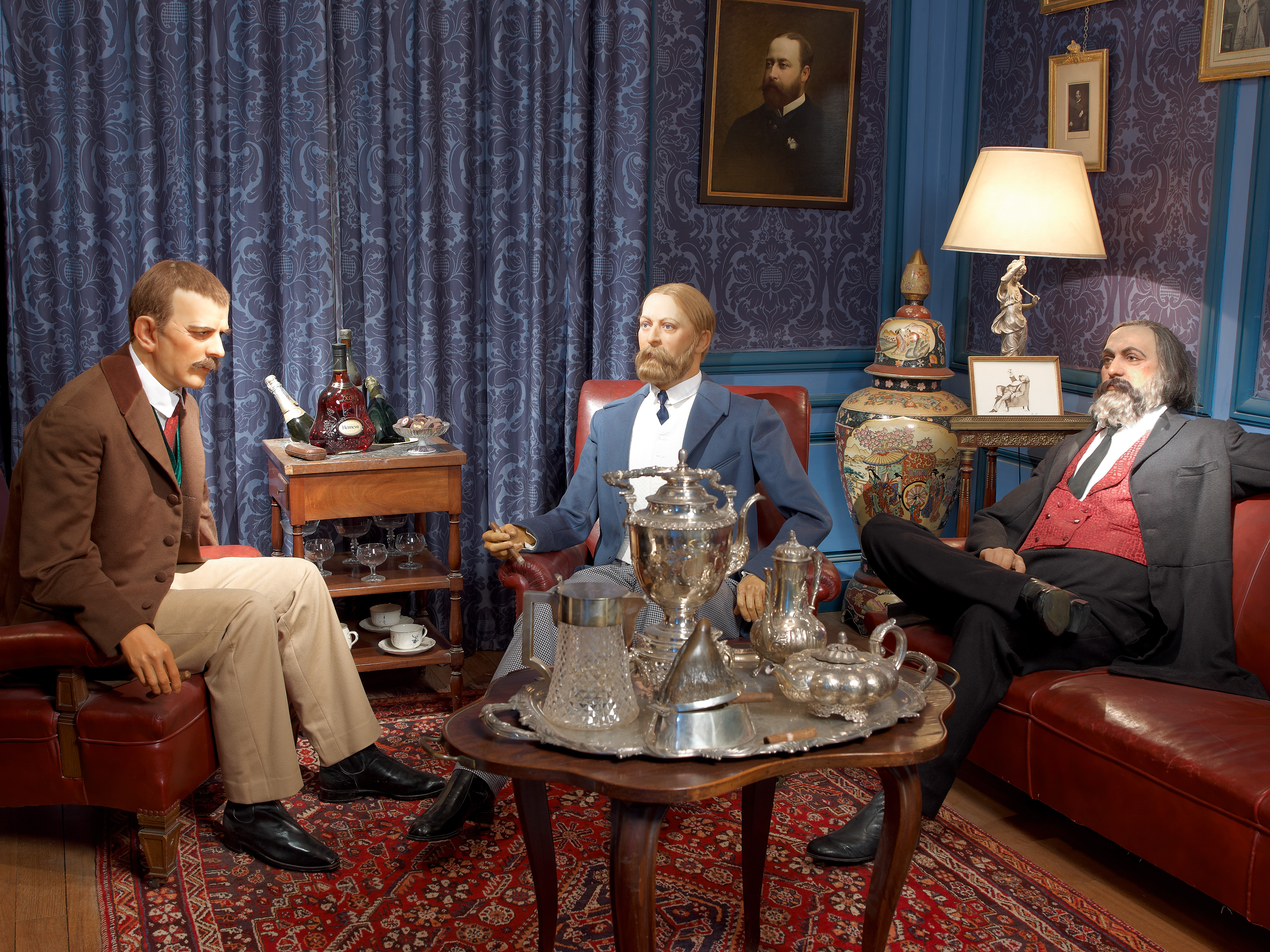
Le fumoir présente la scène de la réception du 12 mars 1881, avec Henri de Breteuil, le prince de Galles et Léon Gambetta.

Le château est repris par Charles de Breteuil en 1802.
Un jardin anglais succède au parterre et autres installations du XVIIIe siècle.
En 1820-1830, les murs de la cour sont détruits et les fossés sont asséchés.
À la fin du XIXe siècle, d'importants travaux sont à nouveau réalisés par Henry Le Tonnelier de Breteuil, VIIIe marquis de Breteuil : deux ailes en retour sont ajoutées au bâtiment du fond, les pavillons antérieurs sont surélevés, les communs sont reconstruits (seul le colombier est préservé)[réf. nécessaire]. Le château retrouve des jardins à la française grâce aux paysagistes Henri Duchêne et son fils Achille.
Député à l'époque, Henry de Breteuil reçoit le 12 mars 1881 Léon Gambetta et le futur Roi Edouard VII. Cette rencontre participera aux longs efforts diplomatiques en vue de la construction de l'Entente cordiale signée en 1904.

### AuXXesiècle
En 1912, le jeune Prince de Galles, petit-fils d’Edouard VII, futur Edouard VIII, séjourne au château pour apprendre le français. Cinq ans plus tard, pendant la Grande Guerre, François de Breteuil joue un rôle important dans la vie amoureuse du Prince de Galles en lui présentant la courtisane parisienne Marguerite Alibert.
L'intérieur du château et le parc sont inscrits au titre des monuments historiques par arrêté du 29 octobre 1961.
À partir de 1967, le château est restauré par Henri-François, marquis de Breteuil, et la marquise, son épouse née Séverine Decazes de Glücksberg, fille du 4e duc Decazes et 4e duc de Glücksberg et ouvert à la visite du public afin de payer les frais de restauration. Outre les scènes historiques, plusieurs scènes de personnages et d'automates ont été créées par le musée Grévin[réf. souhaitée], et par Janie et Armand Langlois sur le thème des contes de Perrault.
Les façades et toitures de l'ensemble du château ainsi que les douves, le colombier, le jardin à la française et le parc à l'anglaise sont classés au titre des monuments historiques par arrêté du 23 juillet 1973.

### AuXXIesiècle
En 2014, le marquis se résout à vendre un meuble classé Trésor national : la table de Teschen. C'est le musée du Louvre qui l'acquiert et qui l'expose soit à Paris soit à Lens.
En 2020-2021, la pandémie de Covid-19 entraîne la fermeture du château, seul le parc et certaines animations extérieures restant ouverts. Alors que le château accueillait les années précédentes 120 000 visiteurs, Breteuil voit son chiffre d'affaires divisé par deux en 2020, son équipe de dix employés étant placée au chômage partiel, tandis que la construction d'un gîte est reportée.
L'ensemble du parc est inscrit au titre des monuments historiques par arrêté du 14 février 2022.

## Les jardins
Le domaine de Breteuil s’étend sur 75 hectares, et est classé « jardin remarquable ».

### Le jardin à la française
Le jardin à la française est situé de part et d’autre du château lui-même positionné dans un axe Nord-Sud. C’est à la fin du XIXe siècle qu’il prend son aspect actuel. Henri de Breteuil, le huitième marquis de la famille et grand-père de l’actuel marquis de Breteuil, entreprend entre 1897 et 1903 une ambitieuse campagne de travaux confiée aux paysagistes Henri et Achille Duchêne[réf. souhaitée]. Ces derniers établissent de grandes perspectives notamment grâce à l’aménagement d'un miroir d’eau du côté Nord qui domine la vallée de Chevreuse. Ils embellissent les pelouses et les allées, réalisent des jardins de broderies de buis côté Sud, une mosaïque de buis et des topiaires en boule ou en pyramide tronquée côté Nord[réf. souhaitée].

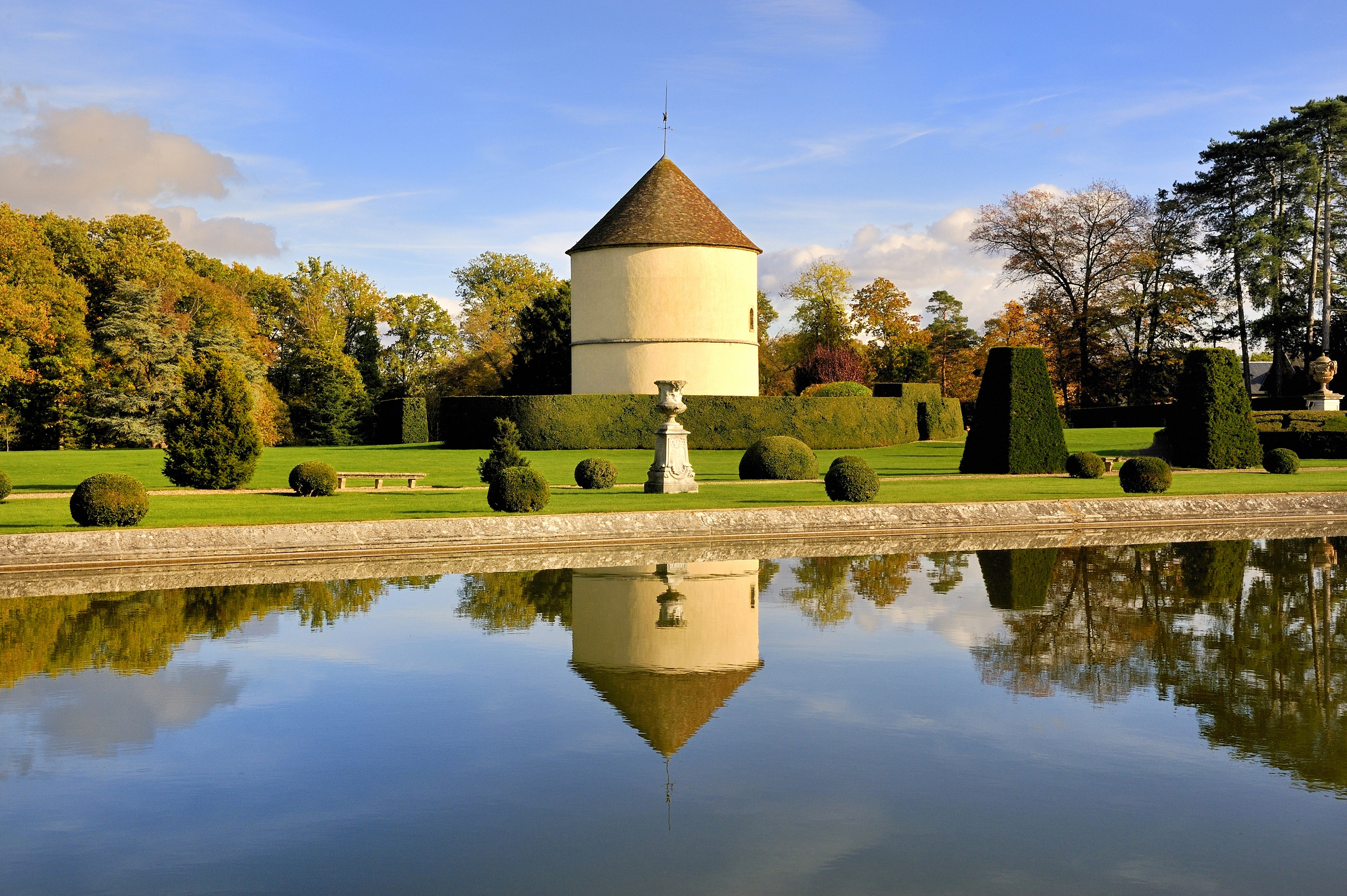
Le colombier médiéval.
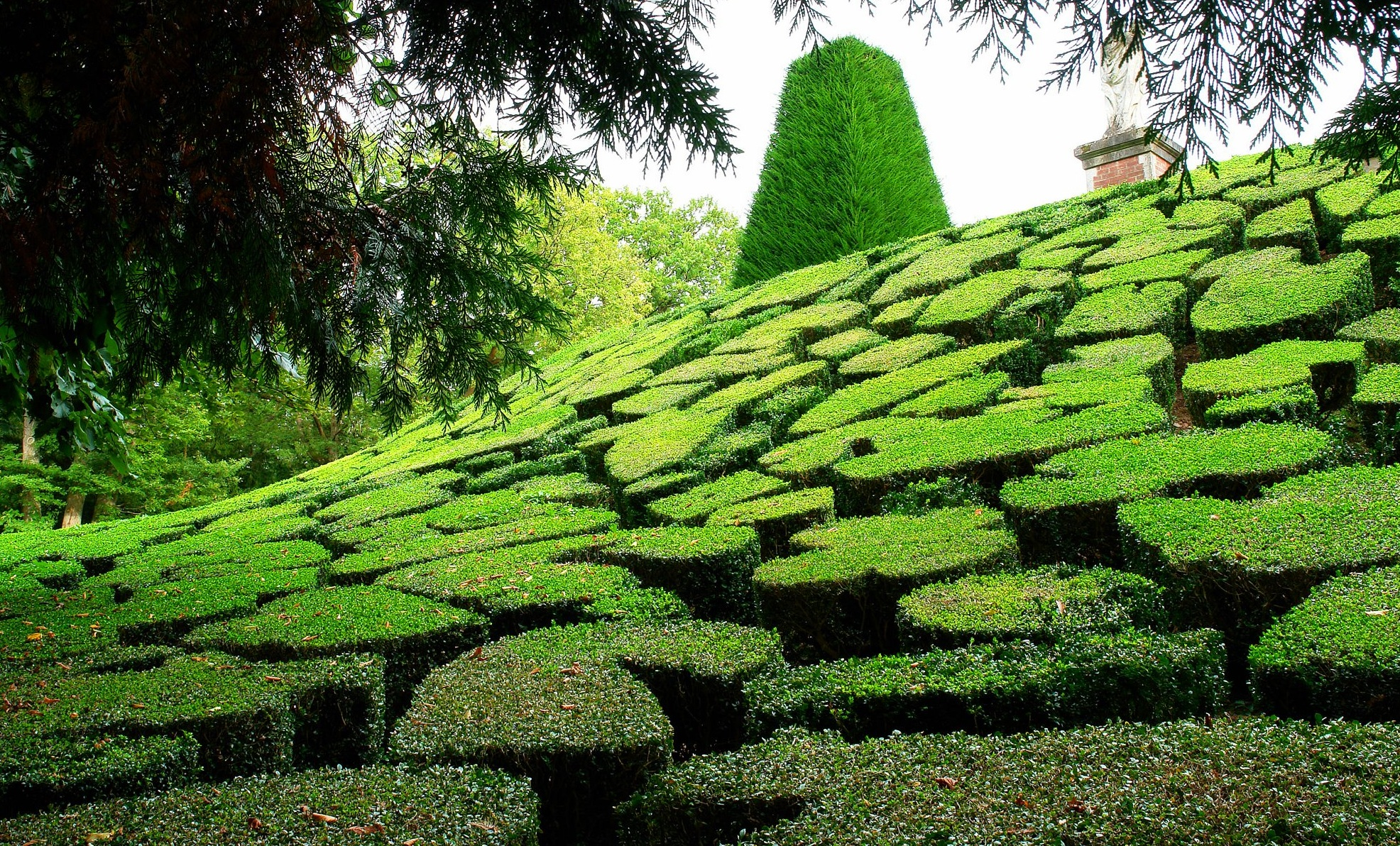
Mosaïque de buis.
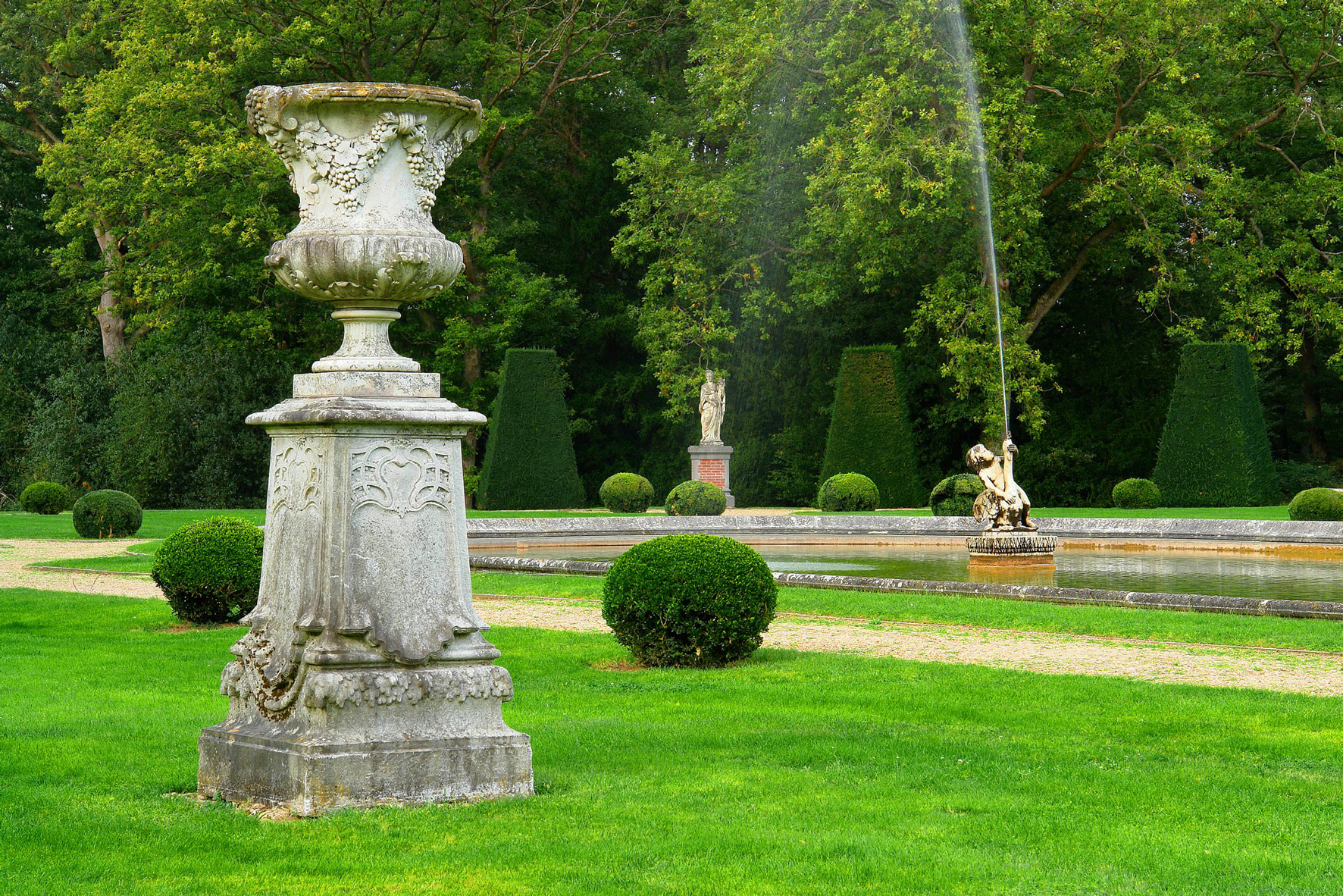
Vase dans le jardin à la française.

### Le jardin des Princes
Le jardin à l’anglaise, dit « jardin des Princes », est ainsi nommé en l’honneur de l’amitié entre la famille de Breteuil et la famille royale anglaise.
La restauration du jardin des Princes a commencé en 1991 sous la conduite de Séverine de Breteuil sur une étude du maître paysagiste René Péchère et de l’architecte en chef Jean Claude Rochette, avec le concours de l’Agence des espaces verts de la région Île-de-France et du Ministère de la Culture.
La réhabilitation de cet espace s’effectue sur la terrasse la plus ancienne du potager-verger devenue friche. Le cheminement traditionnel des potagers a été rétabli et stabilisé, les grands carrés semés de gazon et bordés de platebandes de fleurs. L’ancien bassin d’arrosage central a été restauré et mis en eau. Des fruitiers en cordons, palmettes et croisillons ont été replantés en bordure et un mail de cerisiers du Japon a complété l’ensemble.

### Le labyrinthe
Réalisé en 2000, le labyrinthe situé sous la terrasse de l’orangerie fait écho à un autre labyrinthe aujourd’hui disparu. C’est Claude-Stanislas de Breteuil (1730-1783), maréchal de camp, qui est à l’initiative de la création du bosquet chimérique réalisé entre 1772 et mars 1773 et dont le plan est toujours conservé dans les archives du château. Il se situait derrière le colombier médiéval.

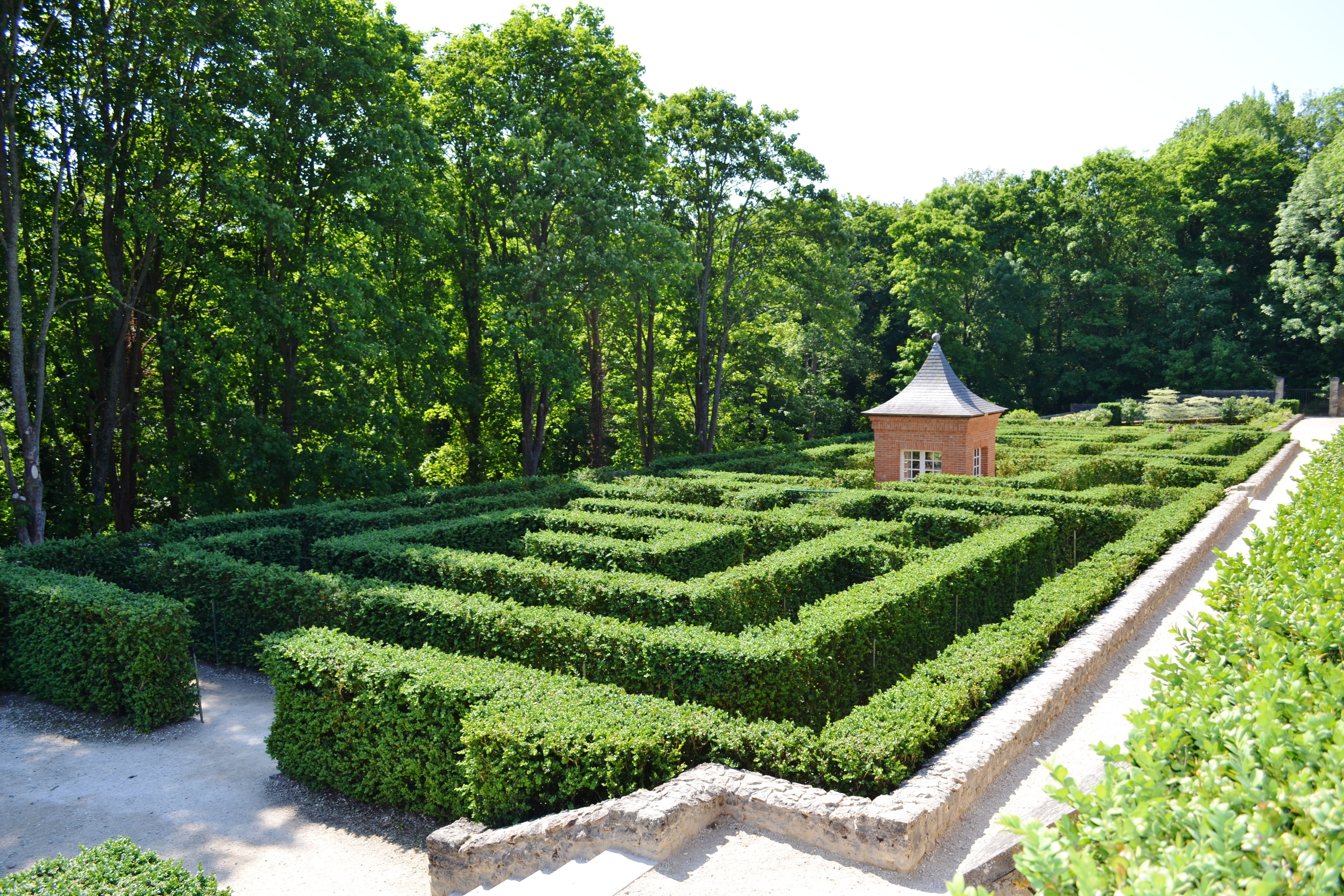
Labyrinthe de buis.
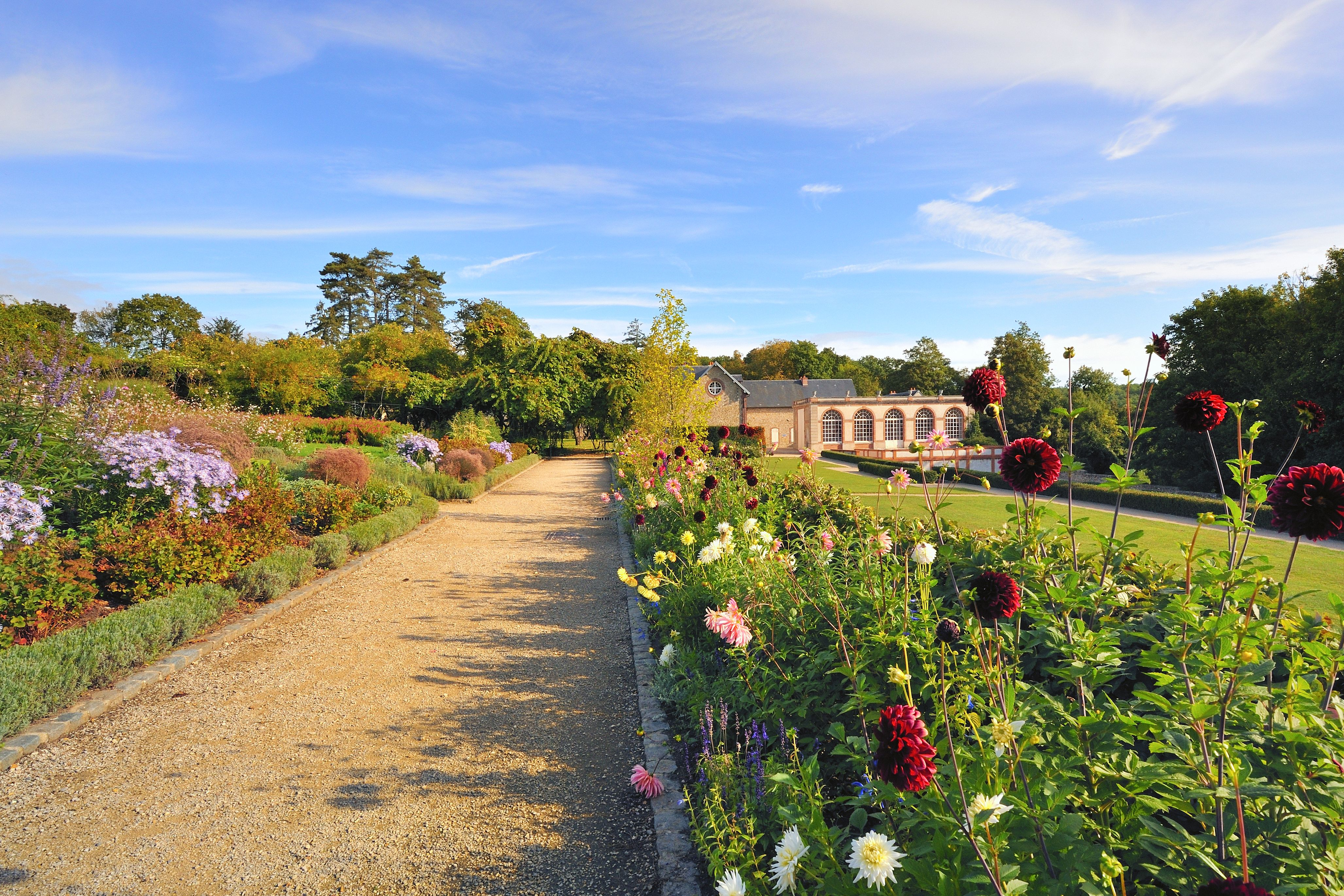
L'orangerie du château.

### Le parc romantique
En Île-de-France, il est rare de trouver sur un même site une telle diversité des milieux naturels, parmi lesquels :
- Le sous-bois avec ses parterres de cyclamens sauvages en fleurs de la fin du mois d’août à la mi-octobre.
- Un sentier labellisé d'arbres remarquables[réf. nécessaire] : on peut y voir des spécimens comme le cèdre du Liban datant de l’époque de Marie-Antoinette[réf. souhaitée], les chênes tricentenaires[réf. souhaitée], les châtaigniers de l’époque d’Henri IV[réf. souhaitée], les cyprès chauves, les tulipiers de Virginie, les pins Licario, etc.
- Un parcours balisé mis en place avec le concours de l’association A.R.B.R.E.S. et du professeur Georges Feterman[réf. souhaitée] ;
- Les étangs romantiques en contrebas du domaine dont les premiers aménagements datent de l’époque de Napoléon III[8].
- Une perspective sur la vallée de Chevreuse.

## Visite du château
Le domaine de Breteuil accueille des réceptions et réunions professionnelles. Il est également ouvert au public depuis 1967. Ses collections comprennent des tableaux royaux et un mobilier du XVIIIe siècle. On y découvre une famille dont les ancêtres s’inscrivent au cœur de l’histoire depuis quatre siècles. La visite permet en outre d'appréhender le quotidien des châtelains au fil des époques avec la visite des chambres, du fumoir, de la salle de bain, des cuisines du début du XXe siècle ou encore des écuries avec une collection d’attelages.
Cinquante personnages de cire réalisés par le musée Grévin sont mis en scène dans les salons et les dépendances, dont une vingtaine illustrent sept contes de Charles Perrault :

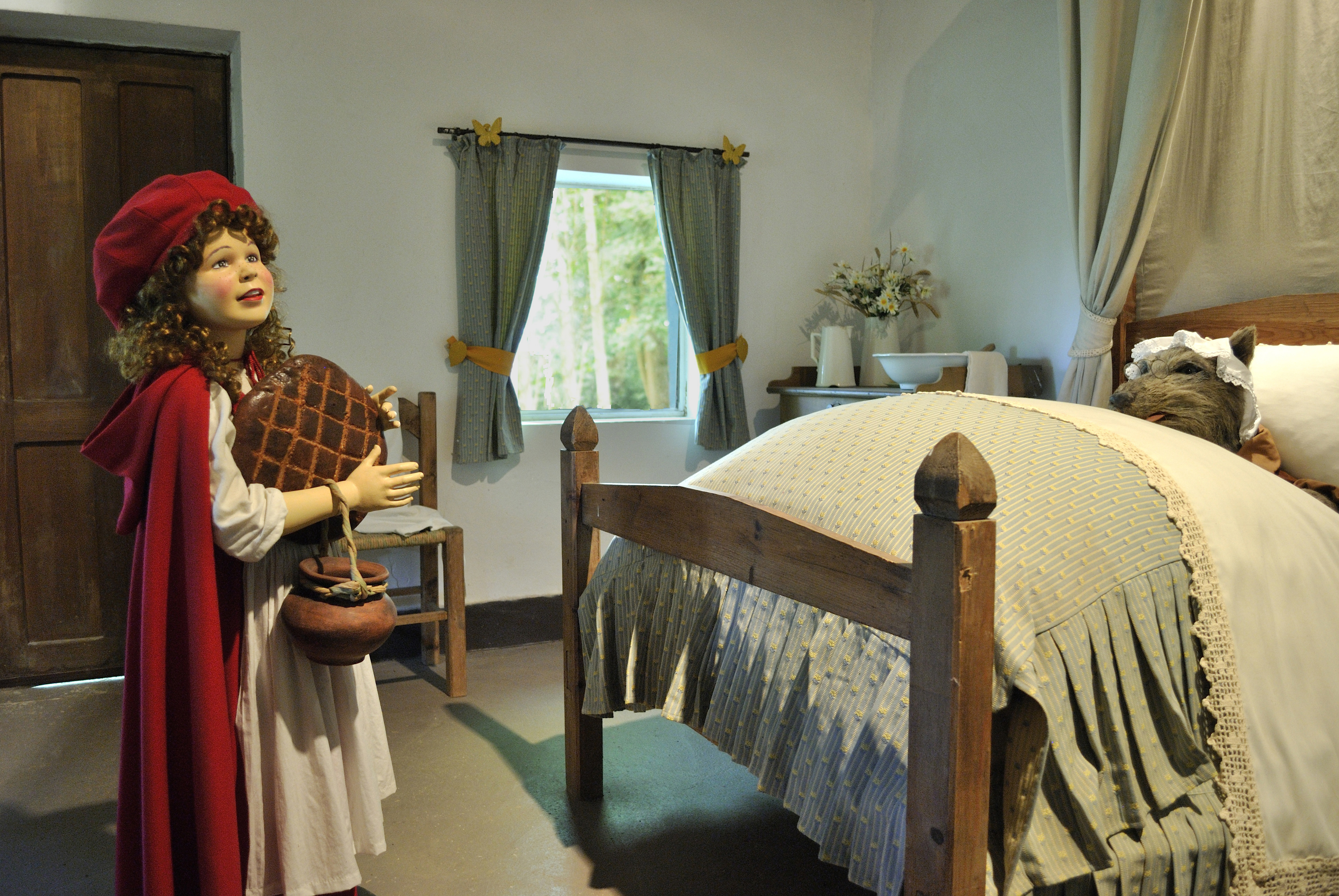
Le Petit Chaperon rouge, tiré du conte de Charles Perrault, est présenté dans un des communs. Les personnages sont en cire.
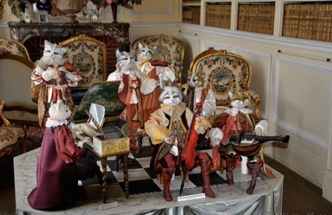
Les chats bottés musiciens, scène d'Armand Langlois.
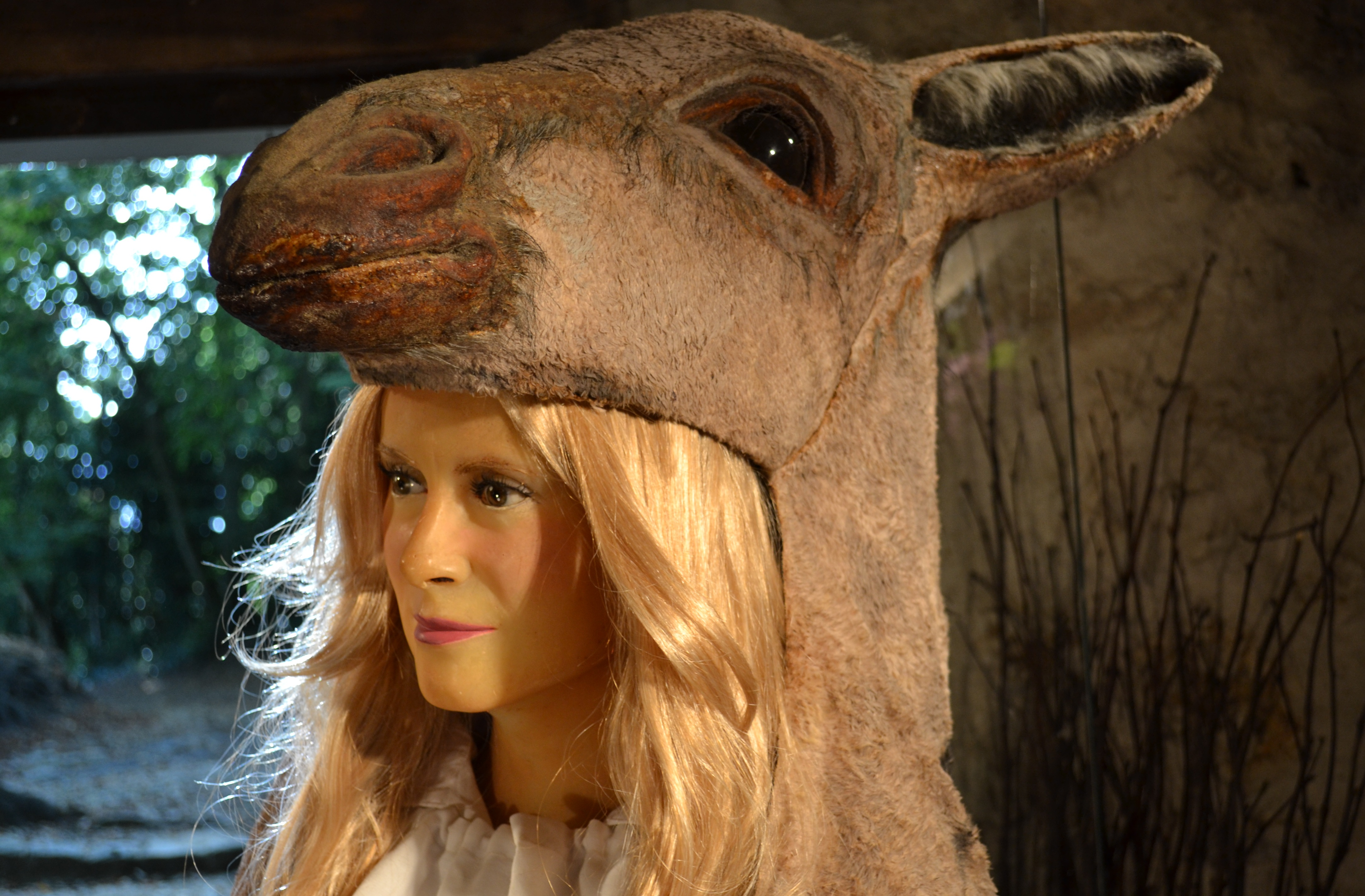
Figure de cire représentant Catherine Deneuve dans le rôle de Peau d'Âne au cinéma.

## Cinéma et télévision
Le château a servi de lieu de tournage pour plusieurs films et téléfilms, notamment :
- 1942 : Les affaires sont les affaires de Jean Dréville ;
- 1949 : Les Nouveaux Maîtres de Paul Nivoix [11] ;
- 1970 : Le Bal du comte d'Orgel de Marc Allégret[11] ;
- 1972 : L'Homme qui revient de loin, mini-série de Michel Wyn[11] ;
- 1978 : Claudine, série de quatre téléfilms d'Édouard Molinaro ;
- 1979 : Les Joyeuses Colonies de vacances de Michel Gérard ;
- 1990 : Le Mari de l'ambassadeur, série télévisée de François Velle[11] ;
- 1991 : Madame Bovary de Claude Chabrol[11] ;
- 1992 : Le Retour de Casanova d'Édouard Niermans[11] ;
- 1999 : Joséphine, ange gardien, série télévisée de Laurent Chouchan (épisode Pour la vie) ;
- 2008 : Chez Maupassant, série télévisée, épisode 15 La Chambre 11, de Jacques Santamaria ;
- 2011 : La Conquête de Xavier Durringer ;
- 2011 : Chez Maupassant, série télévisée, épisode 21 L'assassin, de Laurent Heynemann ;
- 2013 : Les affaires sont les affaires, téléfilm de Philippe Bérenger.